# جون غرينوود (سياسي)
جون غرينوود (بالإنجليزية: John Greenwood)‏ هو سياسي أسترالي، ولد في 29 أبريل 1934 في أستراليا. حزبياً، نشط في Queensland Liberal Party ‏. وقد انتخب عضو المجلس التشريعي ولاية كوينزلاند.